# 道明·方濟各·若瑟·曼玻第
道明·方濟各·若瑟·曼玻第（英語：Dominique François Joseph Mamberti；1952年3月7日—）是法國籍天主教執事級樞機及現任宗座聖璽最高法院院長。

## 生平
曼玻第於1952年3月7日在法國摩洛哥西南部的一個城鎮馬拉喀什出生。他於1969年12月21日由若望-嘉祿·湯瑪士晉鐸。
安傑洛·索達諾於1992年1月24日將他晉牧，教宗若望·保祿二世將他任命為聖座駐索馬里及蘇丹大使，領沙根領銜總教區總主教銜。他於2004年至2006年期間任聖座駐厄立特里亞大使。由於雷蒙·良·柏克樞機改任馬爾他騎士團監督，因此道明於2014年11月8日接任宗座聖璽最高法院院長。
教宗方濟各於2015年2月14日將他擢升為執事級樞機，領薩西亞的聖神執事區執事銜。